# Thabong
Thabong ist ein Township in der Lokalgemeinde Matjhabeng in der südafrikanischen Provinz Freistaat. Bei der Volkszählung 2011 hatte Thabong 135.613 Einwohner und lag damit auf Rang 16 der größten Städte Südafrikas. Die Bevölkerung spricht zu über 71 % Sesotho.
Der Township wurde nahe Welkom für Schwarze (Bantu) im Rahmen der Rassentrennungspolitik Südafrikas gegründet, weswegen diese auch 2011 noch einen Bevölkerungsanteil von 99,3 % ausmachen (Stand: Volkszählung 2011).